# Oenothera ctenophylla
Oenothera ctenophylla là một loài thực vật có hoa trong họ Anh thảo chiều. Loài này được (Wooton & Standl.) Tidestr. mô tả khoa học đầu tiên năm 1941.